# Edward Chilufya
Edward Chilufya Jr. (født 17. september 1999) er en zambiansk professionel fodboldspiller, som spiller for FC Midtjylland, og Zambias landshold.

## Klubkarriere

### Djurgårdens IF
Chilufya begyndte sin karriere hos Mpande Academy i hjemlandet, før han i 2017 flyttede til Sverige, for at træne med hos Djurgårdens IF. Han skrev sin første professionelle kontrakt med klubben den 15. februar 2018. Han gjorde sin debut for førsteholdet en måned senere, den 12. marts.

### FC Midtjylland
Chilufya skiftede i januar 2022 til FC Midtjylland.

#### Leje til BK Häcken
Chilufya blev i september 2023 lejet til BK Häcken.

## Landsholdskarriere

### Ungdomslandshold
Chilufya var del af Zambias U/20-landshold, som i 2017 vandt Africa U/20 Cup of Nations mesterskabet på hjemmebane, og han scorede her i finalen hvor Zambia vandt over Senegal.

### Seniorlandshold
Chilufya debuterede for Zambias landshold den 9. oktober 2020.

## Titler
Djurgårdens IF
- Allsvenskan: 1 (2019)
- Svenska Cupen: 1 (2017-18)

Zambia U/20
- Africa U/20 Cup of Nations: 1 (2017)